# Monterey Grand Prix 2018
Navigation
Édition précédente Édition suivante
Le Grand Prix de Monterey 2018 (officiellement appelé 2018 Continental Tire Monterey Grand Prix 2018 Featuring America’s Tire 250) a été une course de voitures de sport organisée sur le WeatherTech Raceway Laguna Seca à Monterey en Californie, aux États-Unis qui s'est déroulée du 6 septembre 2018 au 9 septembre 2018. Il s'agissait de la onzième manche du championnat United SportsCar Championship 2018 et toutes les catégories de voitures du championnat ont participé à la course.

## Circuit

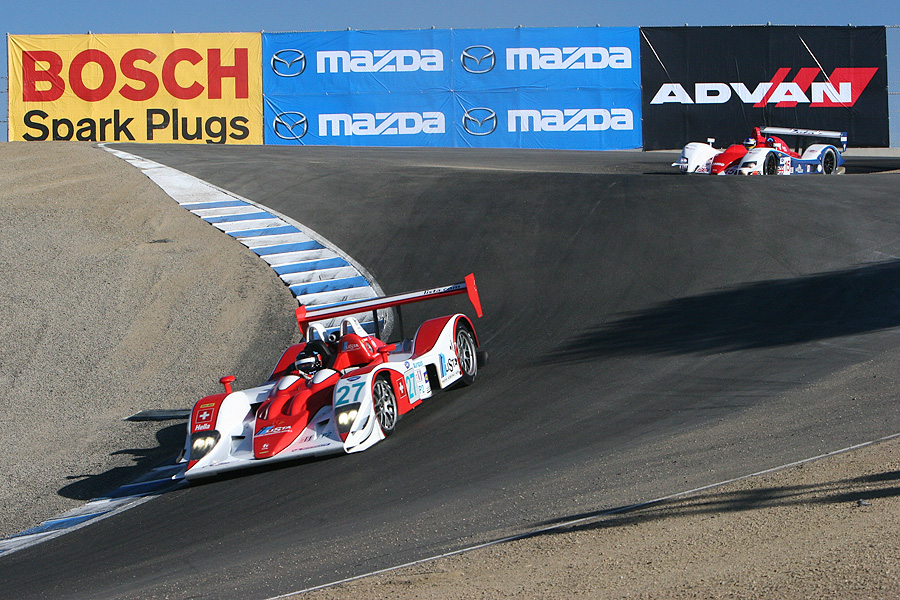
Le Corkscrew, exemple typique d'un virage en « S » en dévers.

Le circuit de Laguna Seca (ou simplement « Laguna Seca »), est un circuit automobile situé aux États-Unis près de la ville de Monterey, en Californie. D'une longueur de 3,602 km, il est réputé pour sa difficulté technique ainsi que pour son relief, dont le dénivelé total atteint 55 mètres, ce circuit est notamment connu pour son fameux virage en dévers surnommé le « Corkscrew » (littéralement, le « tire-bouchon »).

## Contexte avant la course

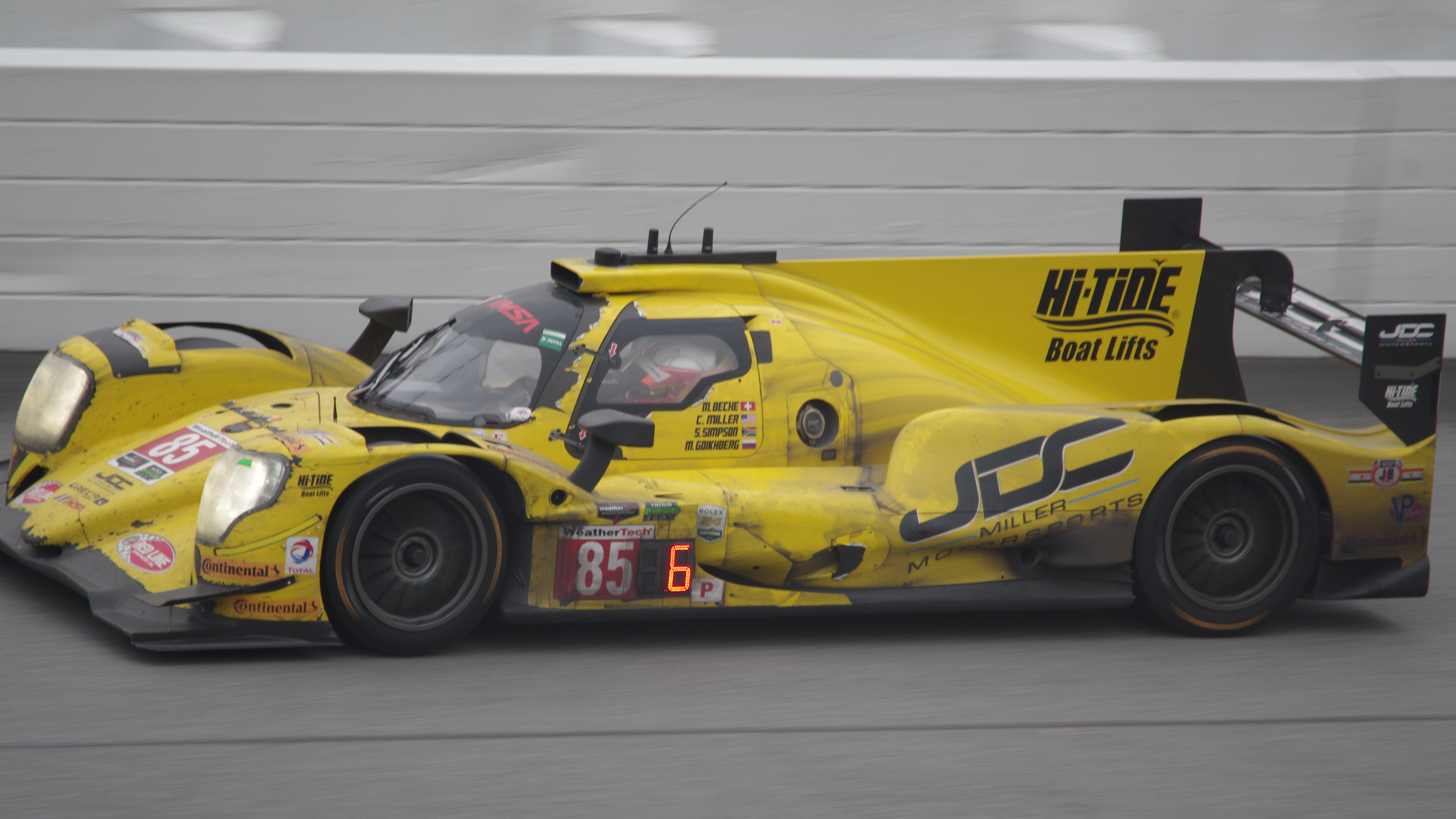
Oreca 07 du JDC Miller Motorsports

À la suite des trois dernières victoires consécutives de l'Oreca 07, l'IMSA a décidé, pour la première fois, d'influer sur les performances des LMP2. En effet, jusqu’à présent, seules les DPi étaient impactées par un équilibre des performances. Le tableau de la BOP établie pour Laguna Seca met donc en avant une augmentation de poids de 10 kg pour l’Oreca 07 à moteur Gibson ainsi qu’une réduction de 3 litres de la capacité du réservoir de carburant. Les autres LMP2 sont elles aussi touchées même si aucune d’entre elles ne sera présente à Laguna Seca à la suite du changement de voiture de l'écurie AFS/PR1 Mathiasen Motorsports.

## Engagés
La liste officielle des engagés était composée de 35 voitures, dont 13 en Prototypes, 8 en Grand Touring Le Mans et 14 en Grand Touring Daytona.
En catégorie prototype, il est a noté que l'écurie AFS/PR1 Mathiasen Motorsports change de voiture et finira le championnat avec une Oreca 07,.
Pour la catégorie GTLM, il n'y a aucun changement par rapport à la dernière manche du championnat.
Pour la catégorie GTD, on note le retour de la Ferrari 488 GT3 de l'écurie Squadra Corse Garage Italia de Francesco Piovanetti et Ozz Negri. La seconde Ferrari 488 GT3 de cette même écurie sera confiée à Frankie Montecalvo et Townsend Bell. Le Park Place Motorsports alignera sa seconde Porsche 911 GT3 R pour Jörg Bergmeisteret Patrick Lindsey. L’équipage de la Mercedes-AMG GT3 du SunEnergy1 Racing n’est pas encore confirmé même si Kenny Habul devrait être épaulé par Jamie Whincup.

## Essais libres

### Première séance, le vendredi de 10 h 55 à 11 h 55

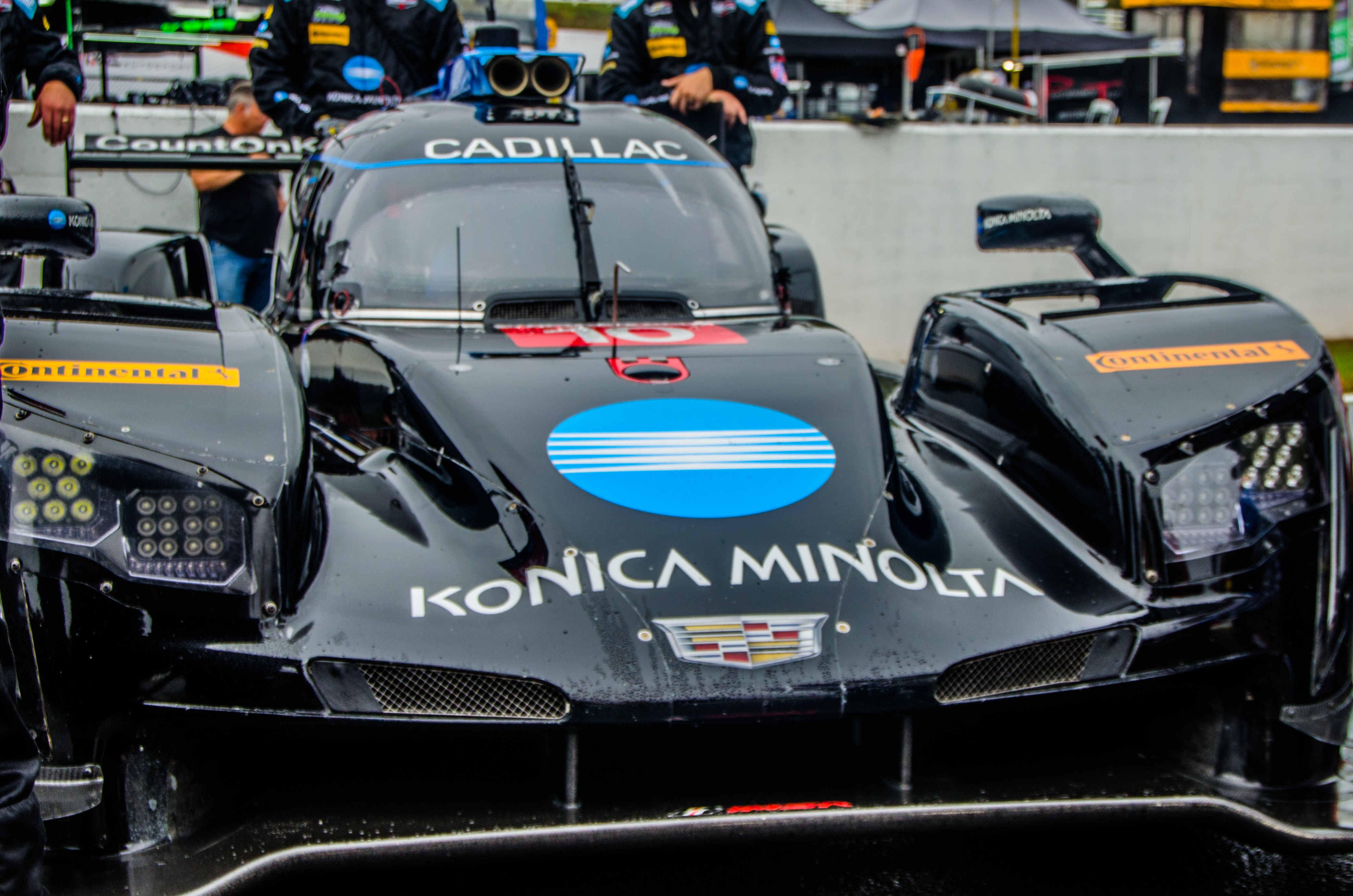
Cadillac DPi-V.R du Wayne Taylor Racing

Pour cette première séance d'essai libre du Grand Prix de Monterey, Renger van der Zande a entamé son week-end comme il l'avait bouclé lors de l'édition précédente, c'est-à-dire en haut de l'affiche. Il a effectivement dominé les essais d’ouverture de cette manche en réalisant, avec la Cadillac DPi-V.R no 10 de l'écurie Wayne Taylor Racing, un tour en 1 min 16 s 882. Il a ainsi devancé de 0 s 651 l'Acura ARX-05 no 6 de l'écurie Acura Team Penske pilotée par Dane Cameron. Pipo Derani réalise quant à lui le troisième temps avec la Nissan Onroak DPi no 22 de l'écurie Tequila Patrón ESM. Il est à noter que à la suite de l'augmentation du poids minimal de 10 kg et de la réduction de la capacité de carburant des voitures LMP2, la voiture LMP2 la plus rapide lors de cette séance a été distancée de plus de 1,6 seconde par Renger van der Zande. La Mazda Mazda RT24-P no 55 n'a pas pris part a cette séance pour cause de problème de turbo.
En GTLM, les deux Ford GT du Chip Ganassi Racing ont dominé la séance, avec Richard Westbrook prenant le dessus sur son coéquipier Joey Hand.
En GTD, la Lamborghini Huracán GT3 de Bryan Sellers a été la plus rapide de sa catégorie. L’Audi R8 LMS no 44 de l'écurie Magnus Racing a été contrainte de ne pas participer aux 15 premières minutes pour ne pas avoir soumis dans les temps imparties les déclarations de capteur,.
| Pos. | Classe | N°  | Écurie                              | Temps                       | Tours |
| ---- | ------ | --- | ----------------------------------- | --------------------------- | ----- |
| 1    | P      | 10  | Konica Minolta Cadillac DPi-V.R     | 1 min 16 s 882 (au 6e tour) | 29    |
| 2    | P      | 6   | Acura Team Penske                   | 1 min 17 s 533 (au 9e tour) | 28    |
| 3    | P      | 22  | Tequila Patrón ESM                  | 1 min 17 s 975 (au 5e tour) | 33    |
| 13   | GTLM   | 67  | Ford Chip Ganassi Racing            | 1 min 23 s 644 (au 8e tour) | 26    |
| 14   | GTLM   | 66  | Ford Chip Ganassi Racing            | 1 min 23 s 863 (au 6e tour) | 28    |
| 15   | GTLM   | 912 | Porsche GT Team                     | 1 min 24 s 419 (au 9e tour) | 25    |
| 21   | GTD    | 48  | Paul Miller Racing                  | 1 min 25 s 403 (au 5e tour) | 30    |
| 22   | GTD    | 33  | Mercedes-AMG Team Riley Motorsports | 1 min 25 s 598 (au 4e tour) | 26    |
| 23   | GTD    | 44  | Magnus Racing                       | 1 min 25 s 870 (au 5e tour) | 24    |

### Seconde séance, le vendredi de 15 h 15 à 16 h 15

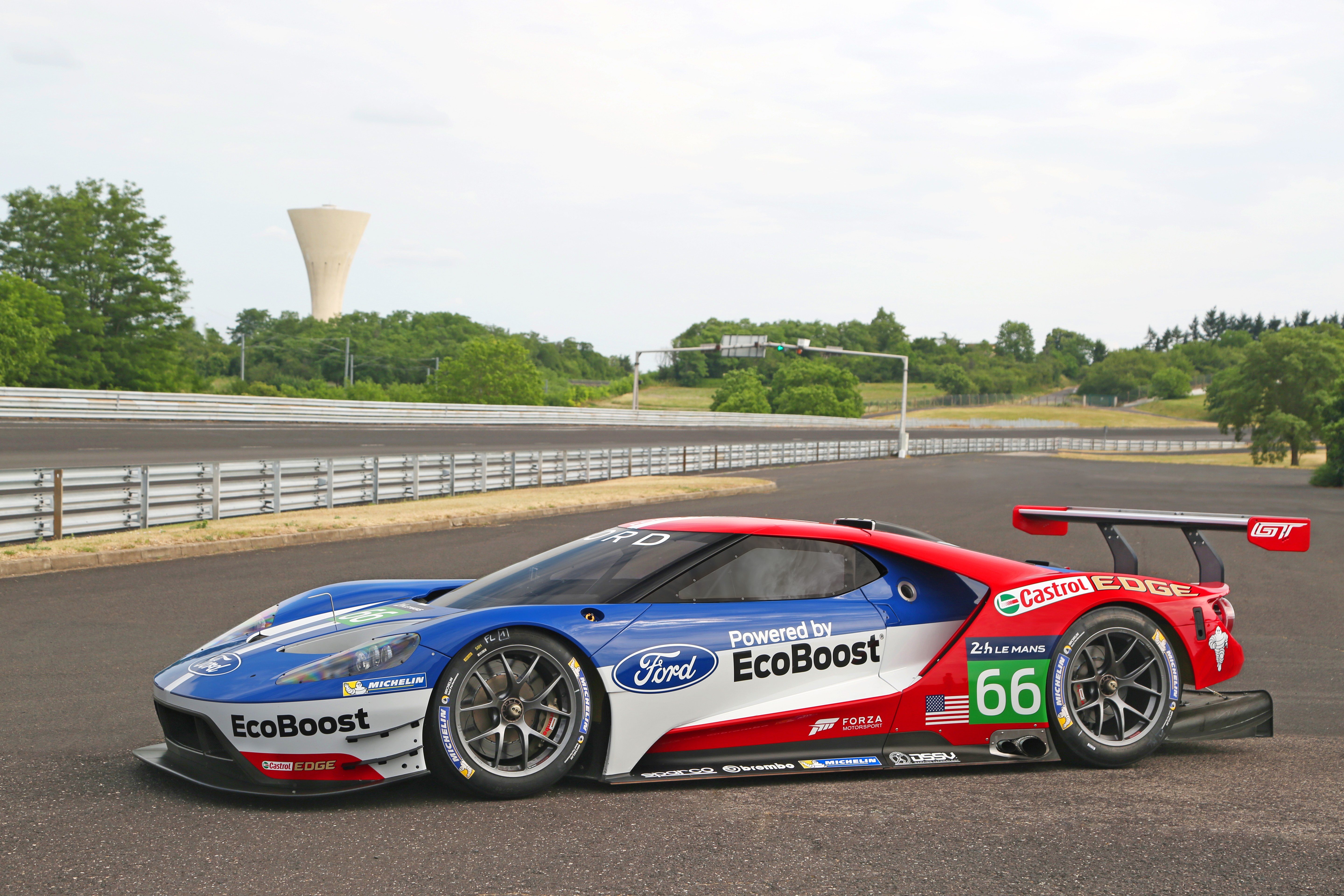
Ford GTE

Dans son dernier tour, en fin de séance, Dane Cameron a réalisé le meilleur temps de la journée aux mains de l'Acura ARX-05 no 6 de l'écurie Acura Team Penske. Il a effectivement amélioré le temps de référence établie dans la matinée par Renger van der Zande de 0 s 017. La seconde Acura ARX-05, pilotée par Helio Castroneves réalise le second temps et Filipe Albuquerque, sur Cadillac DPi-V.R no 5 d'Action Express Racing compléte le trio de tête. L'Oreca 07 Gibson no 54 de l'écurie CORE Autosport, meilleure LMP 2, réalise une bonne progression par rapport à la première séance en se rapprochant à 0 s 419 du temps réalisé par Dane Cameron.
En GTLM, le Chip Ganassi Racing a gardé la mainmise sur la catégorie, la Ford GT no 66 de Dirk Müller s’améliore tout de même le temps de référence établi dans la matinée. L'Allemand a en effet réalisé un tour en 1 min 23 s 265, soit 0 s 162 plus vite que la Ford GT no 67 entre les mains de Ryan Briscoe. Les Corvette C7.R ont également progressées lors de cette séance pour terminer troisième et quatrième.
En GTD, la Porsche 911 GT3 R no 73 du Park Place Motorsports aux mains de Jörg Bergmeister a réalisé le meilleur temps en 1 min 25 s 148. L'Acura NSX GT3 no 86 de l'écurie Meyer Shank Racing aux mains d'Álvaro Parente a terminé deuxième, avec une performance très proche de la Lamborghini Huracán GT3 no 48 de l'écurie Paul Miller Racing.
| Pos. | Classe | N° | Écurie                                 | Temps                        | Tours |
| ---- | ------ | -- | -------------------------------------- | ---------------------------- | ----- |
| 1    | P      | 6  | Acura Team Penske                      | 1 min 16 s 865 (au 31e tour) | 31    |
| 2    | P      | 7  | Acura Team Penske                      | 1 min 16 s 980 (au 28e tour) | 29    |
| 3    | P      | 5  | Mustang Sampling Racing                | 1 min 17 s 248 (au 29e tour) | 34    |
| 14   | GTLM   | 66 | Ford Chip Ganassi Racing               | 1 min 23 s 265 (au 15e tour) | 31    |
| 15   | GTLM   | 67 | Ford Chip Ganassi Racing               | 1 min 23 s 427 (au 9e tour)  | 29    |
| 16   | GTLM   | 3  | Corvette Racing                        | 1 min 23 s 605 (au 9e tour)  | 34    |
| 22   | GTD    | 73 | Park Place Motorsports                 | 1 min 25 s 148 (au 14e tour) | 32    |
| 23   | GTD    | 86 | Meyer Shank Racing avec Curb Agajanian | 1 min 25 s 271 (au 8e tour)  | 27    |
| 24   | GTD    | 33 | Mercedes-AMG Team Riley Motorsports    | 1 min 25 s 508 (au 5e tour)  | 28    |

### Troisième séance, le samedi de 8 h 30 à 9 h 30

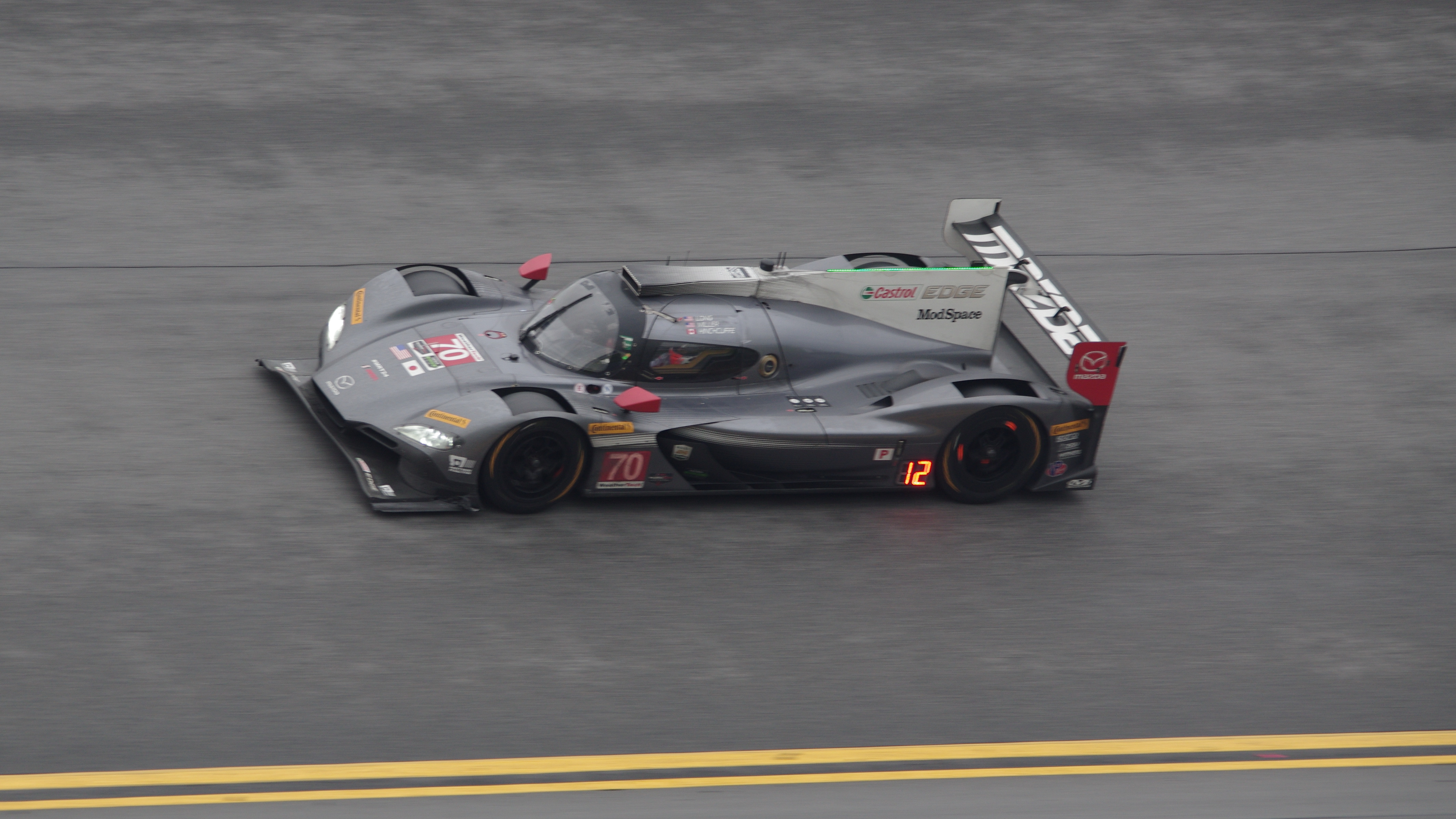
Mazda RT24-P

Cette dernière séance a été perturbée par deux drapeaux rouges dont un causé par un incident par l'Acura ARX-05 no 6 de l’équipe Acura Team Penske alors pilotée par Juan Pablo Montoya, qui était sorti dans le gravier. Le nez de l'Acura ARX-05 a subi que des endommagements mineures lors de cette sortie.
Comme pour la première séance d'essai lissai libre, Renger van der Zande a dominé cette dernière séance avant les qualifications du Grand Prix de Monterey. Le Néerlandais a bouclé en début de séance un tour de 1 min 16 s 605 aux mains de la Cadillac DPi-V.R no 10 Wayne Taylor Racing en devançant ainsi la Mazda RT24-P no 77 du Mazda Team Joest pilotée par Oliver Jarvis de 0 s 081. Oliver Jarvis a réalisé son meilleur temps en fin de séance. Il est a noté les bonnes performances des Mazda RT24-P du Mazda Team Joest qui se positionnent toutes les deux dans le top 5.
En GTLM et en GTD, Porsche a dominé la séance, avec Nick Tandy le plus rapide dans la Porsche 911 RSR no 911 du Porsche GT Team et Patrick Long avec la Porsche 911 GT3 R no 58 du Wright Motorsports.
| Pos. | Classe | N°  | Écurie                                 | Temps                                      | Tours |
| ---- | ------ | --- | -------------------------------------- | ------------------------------------------ | ----- |
| 1    | P      | 10  | Konica Minolta Cadillac DPi-V.R        | 1 min 32 s 975 (au 6e tour)1 min 16 s 605  | 32    |
| 2    | P      | 77  | Mazda Team Joest                       | 1 min 33 s 137 (au 27e tour)1 min 16 s 686 | 29    |
| 3    | P      | 7   | Acura Team Penske                      | 1 min 33 s 174 (au 30e tour)1 min 16 s 750 | 34    |
| 14   | GTLM   | 911 | Porsche GT Team                        | 1 min 22 s 839 (au 7e tour)                | 31    |
| 15   | GTLM   | 912 | Porsche GT Team                        | 1 min 23 s 151 (au 13e tour)               | 29    |
| 16   | GTLM   | 24  | BMW Team RLL                           | 1 min 23 s 13 (au 6e tour)                 | 12    |
| 22   | GTD    | 58  | Wright Motorsports                     | 1 min 24 s 619 (au 17e tour)               | 29    |
| 23   | GTD    | 33  | Mercedes-AMG Team Riley Motorsports    | 1 min 24 s 718 (au 7e tour)                | 29    |
| 24   | GTD    | 86  | Meyer Shank Racing avec Curb Agajanian | 1 min 24 s 739 (au 5e tour)                | 21    |

## Qualifications
La séance de qualification fût très disputée avec pas moins de sept prototypes dans la même seconde. À ce jeu, Jordan Taylor, aux mains de la Cadillac DPi-V.R no 10 du Wayne Taylor Racing qui avait dominé deux des trois séances d'essai libre, a réussi un tour en 1 min 16 s 181, en devançant les deux Acura ARX-05 du Acura Team Penske pour sa seconde pole position de la saison. Son meilleur tour a également permis de battre de plus de six dixièmes le record de piste établi par son frère Ricky Taylor la saison précédente. Dane Cameron s'est qualifié deuxième dans l'Acura ARX-05 no 6, suivi de son coéquipier Hélio Castroneves en troisième position. Le leader du championnat Prototype, Eric Curran, débutera la course de la neuvième place sur la grille.
En GTLM, Oliver Gavin réussi à tirer le meilleur partie de sa Corvette C7.R dans une séance également très disputée, avec sept concurrents en un peu plus de quatre dixièmes, pour obtenir le meilleur temps de la catégorie. L’Anglais, aux mains de la Corvette C7.R no 4 du Corvette Racing, a réussi un tour rapide en 1 min 22 s 700 au début de la séance de 15 minutes. Ce temps est resté en haut de l'affiche durant toute la séance malgré la dernière tentative réalisée par Dirk Müller dans les dernières minutes avec la Ford GT no 66 du Ford Chip Ganassi Racing qui s'approcha à 0 s 087. Le leader du championnat GTLM, Jan Magnussen, a qualifié sa Corvette C7.R en troisième position sur la grille.
En GTD, Katherine Legge a décroché sa première pole position en GT Daytona, amenant ainsi l’Acura NSX GT3 du Meyer Shank Racing en tête de sa catégorie. Elle a signé un chrono de 1 min 24 s 456 dans l’Acura no 86 pour devancer le leader du classement, Madison Snow, dans la Lamborghini Huracán GT3 no 48 de Paul Miller Racing, de 0 s 139,,.
| Pos. | Classe | N°  | Équipe                                 | Pilote               | Temps          | Tours |
| ---- | ------ | --- | -------------------------------------- | -------------------- | -------------- | ----- |
| 1    | P      | 10  | Konica Minolta Cadillac DPi-V.R        | Jordan Taylor        | 1 min 16 s 181 | 4     |
| 2    | P      | 6   | Acura Team Penske                      | Dane Cameron         | 1 min 16 s 576 | 4     |
| 3    | P      | 7   | Hélio Castroneves                      | Hélio Castroneves    | 1 min 16 s 662 | 3     |
| 4    | P      | 22  | Tequila Patrón ESM                     | Pipo Derani          | 1 min 16 s 766 | 5     |
| 5    | P      | 54  | CORE Autosport                         | Colin Braun          | 1 min 16 s 774 | 4     |
| 6    | P      | 55  | Mazda Team Joest                       | Jonathan Bomarito    | 1 min 16 s 793 | 6     |
| 7    | P      | 85  | JDC Miller Motorsports                 | Robert Alon          | 1 min 16 s 989 | 5     |
| 8    | P      | 77  | Mazda Team Joest                       | Oliver Jarvis        | 1 min 17 s 249 | 10    |
| 9    | P      | 31  | Whelen Engineering Racing              | Eric Curran          | 1 min 17 s 415 | 4     |
| 10   | P      | 52  | AFS/PR1 Mathiasen Motorsports          | Sebastián Saavedra   | 1 min 17 s 485 | 5     |
| 11   | P      | 5   | Mustang Sampling Racing                | João Barbosa         | 1 min 17 s 525 | 4     |
| 12   | P      | 2   | Tequila Patrón ESM                     | Scott Sharp          | 1 min 17 s 679 | 4     |
| 13   | P      | 99  | JDC Miller Motorsports                 | Mikhail Goikhberg    | 1 min 18 s 067 | 5     |
| 14   | GTLM   | 4   | Corvette Racing                        | Oliver Gavin         | 1 min 22 s 700 | 3     |
| 15   | GTLM   | 66  | Ford Chip Ganassi Racing               | Dirk Müller          | 1 min 22 s 787 | 5     |
| 16   | GTLM   | 3   | Corvette Racing                        | Jan Magnussen        | 1 min 22 s 806 | 4     |
| 17   | GTLM   | 67  | Ford Chip Ganassi Racing               | Ryan Briscoe         | 1 min 22 s 850 | 6     |
| 18   | GTLM   | 25  | BMW Team RLL                           | Alexander Sims       | 1 min 22 s 972 | 3     |
| 19   | GTLM   | 911 | Porsche GT Team                        | Nick Tandy           | 1 min 22 s 990 | 6     |
| 20   | GTLM   | 912 | Porsche GT Team                        | Earl Bamber          | 1 min 23 s 140 | 5     |
| 21   | GTLM   | 24  | BMW Team RLL                           | Jesse Krohn          | 1 min 23 s 527 | 6     |
| 22   | GTD    | 86  | Meyer Shank Racing avec Curb Agajanian | Katherine Legge      | 1 min 24 s 456 | 4     |
| 23   | GTD    | 48  | Paul Miller Racing                     | Madison Snow         | 1 min 24 s 595 | 4     |
| 24   | GTD    | 33  | Mercedes-AMG Team Riley Motorsports    | Jeroen Bleekemolen   | 1 min 24 s 644 | 3     |
| 25   | GTD    | 58  | Wright Motorsports                     | Patrick Long         | 1 min 24 s 871 | 5     |
| 26   | GTD    | 73  | Park Place Motorsports                 | Patrick Lindsey      | 1 min 24 s 904 | 3     |
| 27   | GTD    | 14  | 3GT Racing                             | Kyle Marcelli        | 1 min 25 s 010 | 3     |
| 28   | GTD    | 96  | BMW Team RLL                           | Bill Auberlen        | 1 min 25 s 034 | 4     |
| 29   | GTD    | 15  | 3GT Racing                             | Jack Hawksworth      | 1 min 25 s 170 | 4     |
| 30   | GTD    | 63  | Scuderia Corsa                         | Cooper MacNeil       | 1 min 25 s 404 | 3     |
| 31   | GTD    | 93  | Meyer Shank Racing avec Curb Agajanian | Justin Marks         | 1 min 25 s 629 | 3     |
| 32   | GTD    | 64  | Scuderia Corsa                         | Frankie Montecalvo   | 1 min 26 s 107 | 5     |
| 33   | GTD    | 44  | Magnus Racing                          | John Potter          | 1 min 26 s 411 | 5     |
| 34   | GTD    | 51  | Squadra Corse Garage Italia            | Francesco Piovanetti | 1 min 27 s 731 | 6     |

Le Nissan Onroak DPi no 22 de l'écurie Tequila Patrón ESM est partie en 13e et dernière position des prototypes en raison d'un changement de pilote de départ. Cette stratégie avait été utilisée avec succès par le CORE Autosport lors des dernières manches du championnat en qualifiant la voiture avec Colin Braun mais en faisant démarrer la course avec Jon Bennett

## Course

### Classement de la course
- Les vainqueurs de chaque catégorie sont signalés par un fond jauni.
- Pour la colonne Pneus, il faut passer le curseur au-dessus du modèle pour connaître le manufacturier de pneumatiques.

| Pos | Classe | no  | Écurie                                 | Pilotes                                  | Châssis                        | Pneus | Tours | Temps               |
| Pos | Classe | no  | Écurie                                 | Pilotes                                  | Moteur                         | Pneus | Tours | Temps               |
| --- | ------ | --- | -------------------------------------- | ---------------------------------------- | ------------------------------ | ----- | ----- | ------------------- |
| 1   | P      | 22  | Tequila Patrón ESM                     | Johannes van Overbeek Pipo Derani        | Nissan Onroak DPi              | C     | 103   | 2 h 41 min 23 s 487 |
| 1   | P      | 22  | Tequila Patrón ESM                     | Johannes van Overbeek Pipo Derani        | Nissan VR38DETT 3,8 l V6 Turbo | C     | 103   | 2 h 41 min 23 s 487 |
| 2   | P      | 54  | CORE Autosport                         | Jon Bennett Colin Braun                  | Oreca 07                       | C     | 103   | + 10 s 900          |
| 2   | P      | 54  | CORE Autosport                         | Jon Bennett Colin Braun                  | Gibson GK428 4,2 l V8 Atmo     | C     | 103   | + 10 s 900          |
| 3   | P      | 6   | Acura Team Penske                      | Dane Cameron Juan Pablo Montoya          | Acura ARX-05                   | C     | 103   | + 13 s 396          |
| 3   | P      | 6   | Acura Team Penske                      | Dane Cameron Juan Pablo Montoya          | Acura AR35TT 3,5 l V6 Turbo    | C     | 103   | + 13 s 396          |
| 4   | P      | 55  | Mazda Team Joest                       | Jonathan Bomarito Harry Tincknell        | Mazda RT24-P                   | C     | 103   | + 16 s 872          |
| 4   | P      | 55  | Mazda Team Joest                       | Jonathan Bomarito Harry Tincknell        | Mazda MZ-2.0T 2,0 l I4 Turbo   | C     | 103   | + 16 s 872          |
| 5   | P      | 31  | Whelen Engineering Racing              | Eric Curran Felipe Nasr                  | Cadillac DPi-V.R               | C     | 103   | + 30 s 034          |
| 5   | P      | 31  | Whelen Engineering Racing              | Eric Curran Felipe Nasr                  | Cadillac 5,5 l V8 Atmo         | C     | 103   | + 30 s 034          |
| 6   | P      | 99  | JDC Miller Motorsports                 | Mikhail Goikhberg Stephen Simpson        | Oreca 07                       | C     | 103   | + 40 s 775          |
| 6   | P      | 99  | JDC Miller Motorsports                 | Mikhail Goikhberg Stephen Simpson        | Gibson GK428 4,2 l V8 Atmo     | C     | 103   | + 40 s 775          |
| 7   | P      | 85  | JDC Miller Motorsports                 | Robert Alon Simon Trummer                | Oreca 07                       | C     | 103   | + 51 s 236          |
| 7   | P      | 85  | JDC Miller Motorsports                 | Robert Alon Simon Trummer                | Gibson GK428 4,2 l V8 Atmo     | C     | 103   | + 51 s 236          |
| 8   | P      | 52  | AFS/PR1 Mathiasen Motorsports          | Sebastián Saavedra Gustavo Yacamán       | Oreca 07                       | C     | 102   | + 1 tour            |
| 8   | P      | 52  | AFS/PR1 Mathiasen Motorsports          | Sebastián Saavedra Gustavo Yacamán       | Gibson GK428 4,2 l V8 Atmo     | C     | 102   | + 1 tour            |
| 9   | P      | 77  | Mazda Team Joest                       | Oliver Jarvis Tristan Nunez              | Mazda RT24-P                   | C     | 101   | + 2 tours           |
| 9   | P      | 77  | Mazda Team Joest                       | Oliver Jarvis Tristan Nunez              | Mazda MZ-2.0T 2,0 l I4 Turbo   | C     | 101   | + 2 tours           |
| 10  | GTLM   | 25  | BMW Team RLL                           | Connor De Phillippi Alexander Sims       | BMW M8 GTE                     | M     | 100   | + 3 tours           |
| 10  | GTLM   | 25  | BMW Team RLL                           | Connor De Phillippi Alexander Sims       | BMW S63 4,0 l V8 Bi-Turbo      | M     | 100   | + 3 tours           |
| 11  | GTLM   | 912 | Porsche GT Team                        | Earl Bamber Laurens Vanthoor             | Porsche 911 RSR                | M     | 100   | + 3 tours           |
| 11  | GTLM   | 912 | Porsche GT Team                        | Earl Bamber Laurens Vanthoor             | Porsche 4,0 l Flat-6 Atmo      | M     | 100   | + 3 tours           |
| 12  | GTLM   | 3   | Corvette Racing                        | Antonio García Jan Magnussen             | Chevrolet Corvette C7.R        | M     | 100   | + 3 tours           |
| 12  | GTLM   | 3   | Corvette Racing                        | Antonio García Jan Magnussen             | Chevrolet LT 5,5 l V8 Atmo     | M     | 100   | + 3 tours           |
| 13  | GTLM   | 24  | BMW Team RLL                           | John Edwards Jesse Krohn                 | BMW M8 GTE                     | M     | 100   | + 3 tours           |
| 13  | GTLM   | 24  | BMW Team RLL                           | John Edwards Jesse Krohn                 | BMW S63 4,0 l V8 Bi-Turbo      | M     | 100   | + 3 tours           |
| 14  | GTLM   | 4   | Corvette Racing                        | Oliver Gavin Tommy Milner                | Chevrolet Corvette C7.R        | M     | 100   | + 3 tours           |
| 14  | GTLM   | 4   | Corvette Racing                        | Oliver Gavin Tommy Milner                | Chevrolet LT 5,5 l V8 Atmo     | M     | 100   | + 3 tours           |
| 15  | P      | 7   | Acura Team Penske                      | Hélio Castroneves Ricky Taylor           | Acura ARX-05                   | C     | 99    | + 4 tours           |
| 15  | P      | 7   | Acura Team Penske                      | Hélio Castroneves Ricky Taylor           | Acura AR35TT 3,5 l V6 Turbo    | C     | 99    | + 4 tours           |
| 16  | GTD    | 86  | Meyer Shank Racing avec Curb Agajanian | Katherine Legge Álvaro Parente           | Acura NSX GT3                  | C     | 97    | + 6 tours           |
| 16  | GTD    | 86  | Meyer Shank Racing avec Curb Agajanian | Katherine Legge Álvaro Parente           | Acura 3,5 l V6 Turbo           | C     | 97    | + 6 tours           |
| 17  | GTD    | 73  | Park Place Motorsports                 | Patrick Lindsey Jörg Bergmeister         | Porsche 911 GT3 R              | C     | 97    | + 6 tours           |
| 17  | GTD    | 73  | Park Place Motorsports                 | Patrick Lindsey Jörg Bergmeister         | Porsche 4,0 l Flat-6           | C     | 97    | + 6 tours           |
| 18  | GTD    | 33  | Mercedes-AMG Team Riley Motorsports    | Jeroen Bleekemolen Ben Keating           | Mercedes-AMG GT3               | C     | 97    | + 6 tours           |
| 18  | GTD    | 33  | Mercedes-AMG Team Riley Motorsports    | Jeroen Bleekemolen Ben Keating           | Mercedes-AMG M159 6,2 l V8     | C     | 97    | + 6 tours           |
| 19  | GTD    | 48  | Paul Miller Racing                     | Bryan Sellers Madison Snow               | Lamborghini Huracán GT3        | C     | 97    | + 6 tours           |
| 19  | GTD    | 48  | Paul Miller Racing                     | Bryan Sellers Madison Snow               | Lamborghini 5,2 l V10          | C     | 97    | + 6 tours           |
| 20  | GTD    | 44  | Magnus Racing                          | Andy Lally John Potter                   | Audi R8 LMS                    | C     | 96    | + 7 tours           |
| 20  | GTD    | 44  | Magnus Racing                          | Andy Lally John Potter                   | Audi 5,2 l V10                 | C     | 96    | + 7 tours           |
| 21  | GTD    | 51  | Squadra Corse Garage Italia            | Francesco Piovanetti Ozz Negri           | Ferrari 488 GT3                | C     | 96    | + 7 tours           |
| 21  | GTD    | 51  | Squadra Corse Garage Italia            | Francesco Piovanetti Ozz Negri           | Ferrari F154CB 3,9 l V8 Turbo  | C     | 96    | + 7 tours           |
| 22  | GTD    | 15  | 3GT Racing                             | Jack Hawksworth David Heinemeier Hansson | Lexus RC F GT3                 | C     | 96    | + 7 tours           |
| 22  | GTD    | 15  | 3GT Racing                             | Jack Hawksworth David Heinemeier Hansson | Lexus 5,0 l V8                 | C     | 96    | + 7 tours           |
| 23  | GTD    | 63  | Scuderia Corsa                         | Cooper MacNeil Gunnar Jeannette          | Ferrari 488 GT3                | C     | 96    | + 7 tours           |
| 23  | GTD    | 63  | Scuderia Corsa                         | Cooper MacNeil Gunnar Jeannette          | Ferrari F154CB 3,9 l V8 Turbo  | C     | 96    | + 7 tours           |
| 24  | GTD    | 64  | Scuderia Corsa                         | Frankie Montecalvo Townsend Bell         | Ferrari 488 GT3                | C     | 96    | + 7 tours           |
| 24  | GTD    | 64  | Scuderia Corsa                         | Frankie Montecalvo Townsend Bell         | Ferrari F154CB 3,9 l V8 Turbo  | C     | 96    | + 7 tours           |
| 25  | GTD    | 14  | 3GT Racing                             | Dominik Baumann Kyle Marcelli            | Lexus RC F GT3                 | C     | 96    | + 7 tours           |
| 25  | GTD    | 14  | 3GT Racing                             | Dominik Baumann Kyle Marcelli            | Lexus 5,0 l V8                 | C     | 96    | + 7 tours           |
| 26  | GTD    | 58  | Wright Motorsports                     | Patrick Long Christina Nielsen           | Porsche 911 GT3 R              | C     | 96    | + 7 tours           |
| 26  | GTD    | 58  | Wright Motorsports                     | Patrick Long Christina Nielsen           | Porsche 4,0 l Flat-6           | C     | 96    | + 7 tours           |
| 27  | GTD    | 2   | Tequila Patrón ESM                     | Scott Sharp Ryan Dalziel                 | Nissan Onroak DPi              | C     | 90    | Abandon             |
| 27  | GTD    | 2   | Tequila Patrón ESM                     | Scott Sharp Ryan Dalziel                 | Nissan VR38DETT 3,8 l V6 Turbo | C     | 90    | Abandon             |
| 28  | GTLM   | 67  | Ford Chip Ganassi Racing               | Ryan Briscoe Richard Westbrook           | Ford GT                        | M     | 71    | Abandon             |
| 28  | GTLM   | 67  | Ford Chip Ganassi Racing               | Ryan Briscoe Richard Westbrook           | Ford EcoBoost 3,5 l V6 Turbo   | M     | 71    | Abandon             |
| 29  | GTD    | 96  | Turner Motorsport                      | Robby Foley Bill Auberlen                | BMW M6 GT3                     | C     | 41    | Abandon             |
| 29  | GTD    | 96  | Turner Motorsport                      | Robby Foley Bill Auberlen                | BMW 4,4 l V8 Turbo             | C     | 41    | Abandon             |
| 30  | P      | 10  | Konica Minolta Cadillac DPi-V.R        | Jordan Taylor Renger van der Zande       | Cadillac DPi-V.R               | C     | 18    | Abandon             |
| 30  | P      | 10  | Konica Minolta Cadillac DPi-V.R        | Jordan Taylor Renger van der Zande       | Cadillac 5,5 l V8 Atmo         | C     | 18    | Abandon             |
| 31  | GTD    | 93  | Meyer Shank Racing avec Curb Agajanian | Lawson Aschenbach Justin Marks           | Acura NSX GT3                  | C     | 6     | Abandon             |
| 31  | GTD    | 93  | Meyer Shank Racing avec Curb Agajanian | Lawson Aschenbach Justin Marks           | Acura 3,5 l V6 Turbo           | C     | 6     | Abandon             |
| 32  | GTLM   | 66  | Ford Chip Ganassi Racing               | Joey Hand Dirk Müller                    | Ford GT                        | M     | 2     | Abandon             |
| 32  | GTLM   | 66  | Ford Chip Ganassi Racing               | Joey Hand Dirk Müller                    | Ford EcoBoost 3,5 l V6 Turbo   | M     | 2     | Abandon             |
| 33  | GTLM   | 911 | Porsche GT Team                        | Patrick Pilet Nick Tandy                 | Porsche 911 RSR                | M     |       | Abandon             |
| 33  | GTLM   | 911 | Porsche GT Team                        | Patrick Pilet Nick Tandy                 | Porsche 4,0 l Flat-6 Atmo      | M     |       | Abandon             |

## Pole position et record du tour
- Pole position :  Jordan Taylor (#10 Konica Minolta Cadillac DPi-V.R) en 1 min 16 s 181
- Meilleur tour en course :  Colin Braun (#54 CORE Autosport ) en 1 min 16 s 914

## Tours en tête
- #6 Acura ARX-05 - Acura Team Penske : 40 tours (1-40)[17]
- #52 Oreca 07 - AFS/PR1 Mathiasen Motorsports : 3 tours (41-43)
- #55 Mazda RT24-P - Mazda Team Joest : 29 tours (44-68 / 73-76)
- #54 Oreca 07 - CORE Autosport : 3 tours (69-71)
- #99 Oreca 07 - JDC Miller Motorsports : 1 tour (72)
- #22 Nissan Onroak DPi - Tequila Patrón ESM : 1 tour (77-103)

## À noter
- Longueur du circuit : 2,24 mi
- Distance parcourue par les vainqueurs : 230,72 mi